# Mycobacterium ulcerans
Mycobacterium ulcerans — вид актинобактерій родини Мікобактерії (Mycobacteriaceae). Патогенний для людини вид, що є спричиною тропічного захворювання виразки Бурулі

## Опис
Аеробні нерухомі кислотостійкі бактерії. Ці бактерії не утворюють спор і капсул та зазвичай розглядаються як грам-позитивні. Хоча вони і не забарвлюються за Грамом, їх класифікують як кислотостійкі грам-позитивні бактерії через відсутність у них зовнішньої мембрани.
Як і всі види роду, Mycobacterium ulcerans характеризується унікальною структурою клітинної стінки, товстішою за більшість бактерій, гідрофобною, восковистою, багатою на міколову кислоту та її солі. Головними шарами клітинної стінки є шари гідрофобних міколатів та шар пептидоглікану, що зв'язаний з молекулами полісахариду-арабіногалактану.

## Епідеміологія
Mycobacterium ulcerans спричиняє виразку Бурулі. Захворювання трапляється найчастіше в Західній та Центральній Африці, зрідка в Латинській Америці, Австралії і тропічній Азії. Джерела інфекції на сьогодні до кінця не прояснені. Від людини до людини хвороба, навіть при тісному контакті, передається вкрай рідко. Зараженими у водоймах з переважно стоячою водою є малі водні тварини. У Австралії резервуарами можуть слугувати природно заражені коали та опосуми.
Бактерія живе під шкірою. Її токсини руйнують клітини шкіри, дрібні кровоносні судини та жир, що призводить до появи виразки та втрати шкіри. З часом виразка збільшується та може стати причиною каліцтва.